# Slottsbols småsjöar, östra
Slottsbols småsjöar, östra är en sjö i Laxå kommun i Västergötland och ingår i Motala ströms huvudavrinningsområde. Sjöns area är 0,0085 kvadratkilometer och den befinner sig 213 meter över havet.